# Gorzeszowskie Skałki

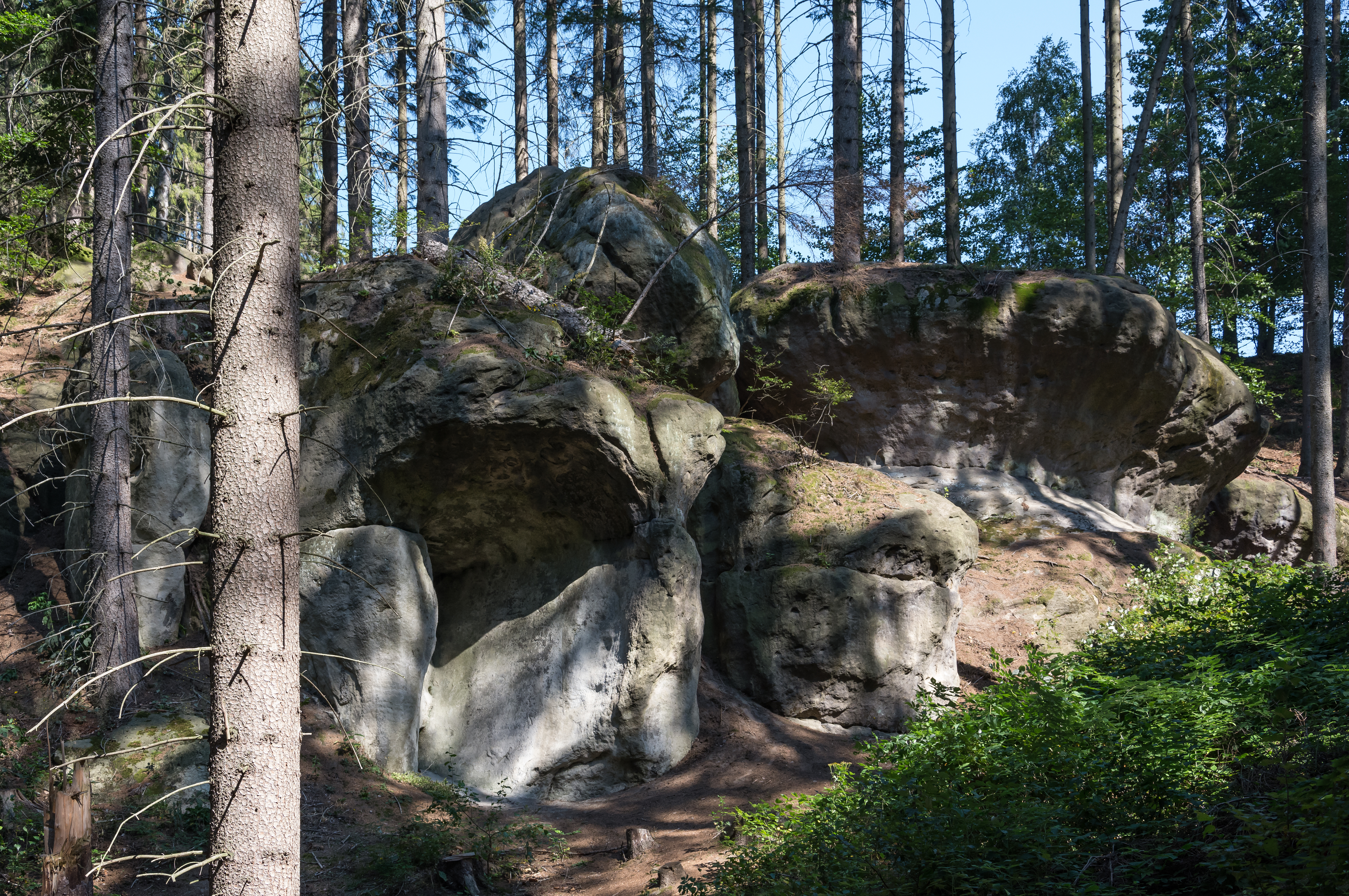
Gorzeszowskie Skałki

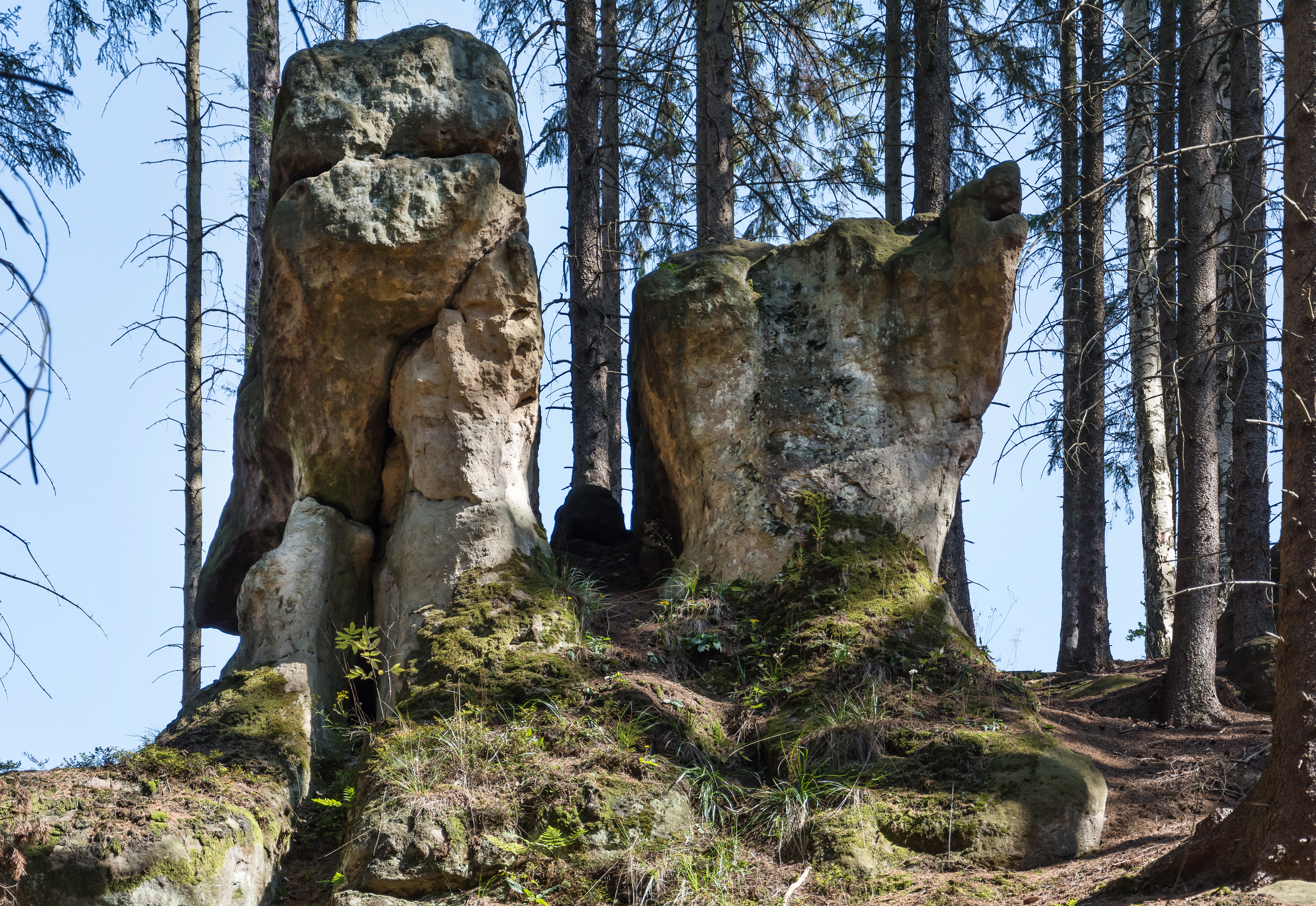
Formy skalne

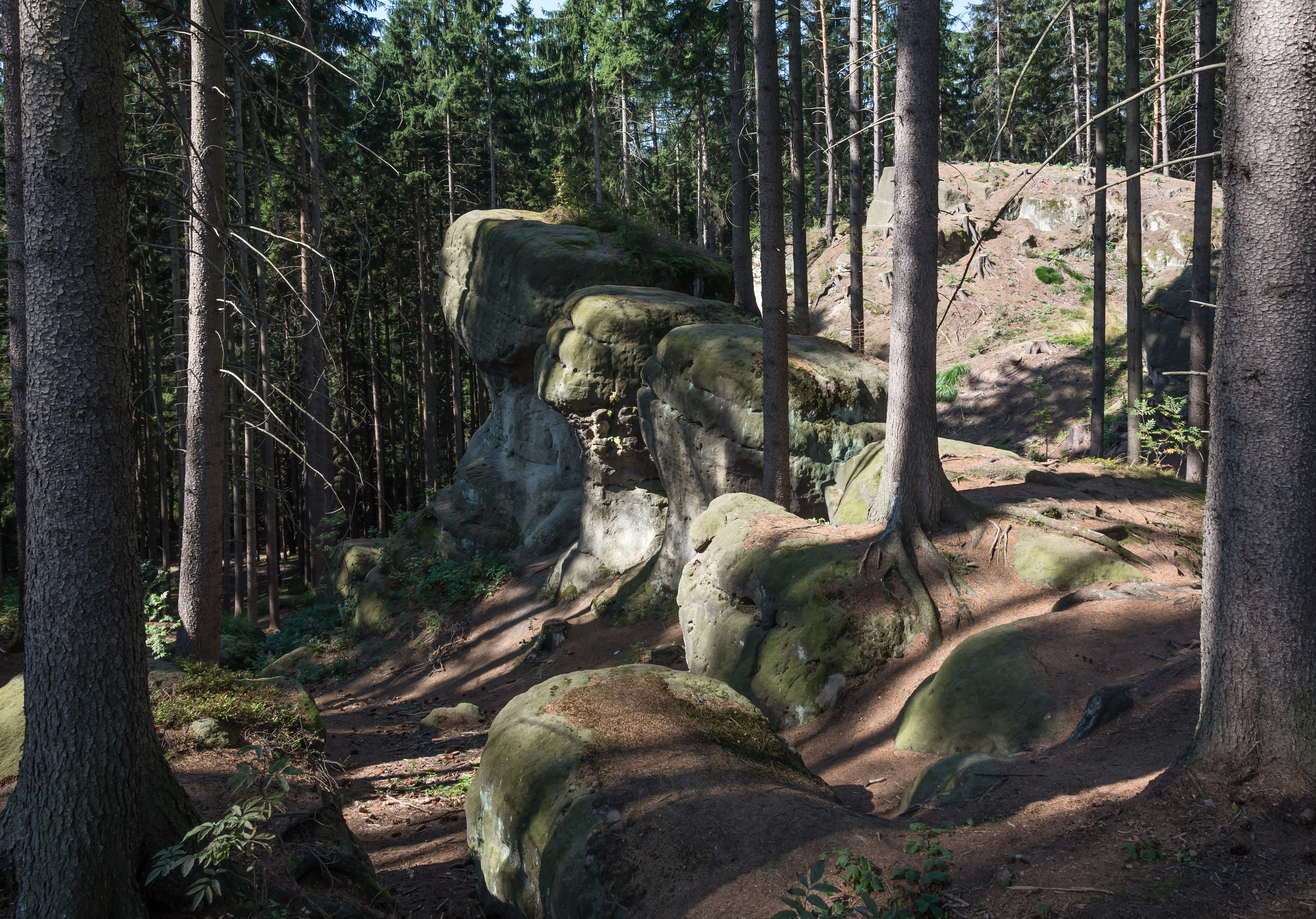
Formy skalne

Gorzeszowskie Skałki lub Głazy Krasnoludków  (538 m n.p.m.) – skupisko skał piaskowcowych na północnej krawędzi Zaworów w Górach Stołowych, w Sudetach Środkowych, w południowo-zachodniej Polsce (województwo dolnośląskie).

## Położenie
Gorzeszowskie Skałki położone są w obrębie Rezerwatu przyrody Głazy Krasnoludków na północnej krawędzi Zaworów, na zboczu zalesionego wzniesienia, nad potokiem Jawiszówka w północnym krańcu Gór Stołowych, 2 km na południowy wschód od Gorzeszowa, kulminują na wysokości 495 -536 m n.p.m.

## Opis
Jest to zgrupowanie skał piaskowcowych wieku górnokredowego na północnej krawędzi Zaworów, o wysokości od 5 do 17 m. Ciągnie się w lesie na długości 1,2 km i zajmuje pas o średniej szerokości 150 m. Powstały na krawędzi progu strukturalnego, który wskutek długiej erozji potoku Jawiszówka został zniszczony, a dalsze wietrzenie w odporniejszych partiach piaskowca wykształciło formy obrazujące: postacie, maczugi, skalne ściany, wieże, grzyby, ambony i zwierzęta. Formy skalne poprzecinane są wąskimi szczelinami i małymi labiryntami utworzonych w piaskowcach i marglach, a dodatkowo wyżłobione wodą.

## Turystyka
Przez Gorzeszowskie Skałki prowadzą szlaki turystyczne:
 – żółty z Chełmska Śląskiego do Krzeszowa
 – czerwony z Gorzeszowa do Gorzeszowskich Skałek.